# Бакуров, Дмитрий Алексеевич
Дмитрий Алексеевич Бакуров (7 февраля 1922 — 26 апреля 2019, Новосибирск, Россия) — советский офицер-артиллерист, совершивший выдающийся подвиг в Великой Отечественной войне. Герой Советского Союза (1943). Полковник.

## Биография
Родился в селе Новоярки ныне Каменского района Алтайского края. Русский. Его родители — Алексей Сергеевич и Прасковья Иосифовна — были работниками лесоохраны. Семья жила в Новоярках, затем городе Камень-на-Оби, в селах Панкрушиха и Усть-Пристань Алтайского края. Окончил среднюю школу в Панкрушихе (1940). С декабря 1940 года работал помощником бухгалтера Усть-Пристанского райпромбанка.
Сразу после начала Великой Отечественной войны в июле 1941 года призван в Красную Армию и направлен на учёбу в 2-е Томское артиллерийское училище. Окончил его ускоренный курс в декабре 1941 года. Направлен в Среднеазиатский военный округ, где в Самарканде формировалась 8-я стрелковая дивизия. В её составе в апреле 1942 года прибыл в действующую армию. Начал боевой путь командиром огневого взвода в звании младшего лейтенанта на Брянском фронте. 
В январе 1943 года старший лейтенант Д. А. Бакуров назначен командиром батареи 76-мм пушек 229-го стрелкового полка в той же дивизии 13-й армии. Участвовал в Воронежско-Касторненской наступательной операции в начале 1943 года на воронежском направлении. При освобождении города Касторное 29 января 1943 года батарея Бакурова уничтожила 3 орудия, 7 пулемётных точек и 2 дота противника. Участвовал в Курской битве.
Командир батареи полковых 76-миллиметровых пушек 229-го Попрадского орденов Суворова и Кутузова стрелкового полка 8-й Ямпольской Краснознамённой ордена Суворова стрелковой дивизии 13-й армии Центрального фронта капитан Дмитрий Алексеевич Бакуров отличился в битве за Днепр. При форсировании реки Десна южнее Чернигова капитан Бакуров с двумя бойцами вплавь переплыл полноводную холодную Десну, скрытно оборудовал наблюдательный пункт на западном берегу, произвел разведку позиций врага. Умело корректировал огонь артиллерии. По его данным были уничтожены 9 пулемётных точек, 1 бронемашина, 2 автомобиля и много живой силы врага.
За мужество и героизм, проявленные на фронте борьбы с немецко-фашистскими захватчиками, Указом Президиума Верховного Совета СССР от 16 октября 1943 года капитану Бакурову Дмитрию Алексеевичу присвоено звание Героя Советского Союза с вручением ордена Ленина и медали «Золотая Звезда» (№ 2046),
В апреле 1945 года был назначен командиром дивизиона 24-й артиллерийской дивизии прорыва Резерва Главного командования. Войну закончил под Прагой. Был дважды ранен в боях, контужен. Участник Парада Победы на Красной площади в Москве 24 июня 1945 года.
После войны продолжил службу в Вооруженных Силах. С 1945 года служил в Закавказском (Баку), с 1950 — в Западно-Сибирском (Омск) военных округах, с 1954 — в штабе артиллерии Группы Советских войск в Германии, с 1959 года — в штабе ракетных войск и артиллерии Сибирского военного округа. Окончил Высшие академические курсы при Военной академии Генерального штаба в 1961 году. В 1965 году полковник Д. А. Бакуров уволен в запас.
Жил в Новосибирске. Трудился заместителем директора проектного института «Гипрокоммунводоканал», заместителем председателя Новосибирского областного комитета ДОСААФ, в 1968—1993 годах — директором магазина-салона «Приборы». Находясь на пенсии, активно занимался военно-патриотической и общественной работой, являлся заместителем председателя Новосибирского областного комитета ветеранов войны и военной службы.
Похоронен на Заельцовском кладбище Новосибирска.

## Интересный факт
Д. А. Бакуров участвовал в параде 7 ноября 1943 в партизанском соединении Александра Николаевича Сабурова и в пяти парадах Победы на Красной площади в Москве: в 1945, 1990, 2000, 2005 и 2010 годах.

## Награды и почётные звания
- Герой Советского Союза (16 октября 1943),
- Орден Ленина (16 октября 1943),
- Два ордена Отечественной войны I степени (24 августа 1944, 11 марта 1985),
- Орден Красной Звезды (26 февраля 1943),
- Медаль «За отвагу» (15 августа 1943),
- Медаль «За боевые заслуги» (19 ноября 1951),
- Другие медали СССР, России, Украины и Белоруссии.
- Почётный житель Новосибирска (2003)[5].
- Почетный житель Усть-Пристанского и Панкуришихинского районов Алтайского края.
- Почётный гражданин города Бучач Тернопольской области Украины.
- Почётный курсант Новосибирской образцовой объединённой технической школы ДОСААФ, Томского военного училища.
- В 2013 году, в честь празднования 100-летия со дня рождения А. И. Покрышкина, награждён медалью Покрышкина[6].
- Памятный знак «За труд на благо города» (Новосибирск, 2013)[7].
- Орден «За заслуги перед Алтайским краем» II степени (20 января 2017) — за особые заслуги перед Алтайским краем и активную общественную деятельность

## Память
- Бюсты Героя установлены на мемориалах Боевой Славы в Камне-на-Оби, в райцентрах Усть-Пристань и Панкрушиха Алтайского края.
- Имя Д. А. Бакурова присвоено средней общеобразовательной школе № 215 города Новосибирска[8].
- Именем Бакурова Д. А. названы улицы в селах Усть-Пристань и Панкрушиха Алтайского края.
- Портрет Д. А. Бакурова выставлен в экспозиции Сибирской мемориальной картинной галереи.
- военно-патриотический фестиваль памяти Героя Советского Союза Д. А. Бакурова проходит в Новосибирской области[9]

## Сочинения
- Бакуров Д. А., Виноградов С. Б. Сибиряки в Курском сражении: к 70-летию победы советских войск в Курской битве. — Новосибирск : Новосибирский издательский дом, 2013. — 168 с. — ISBN 978-5-4364-0076-1